# Ісмей (Монтана)
Ісмей (англ. Ismay) — місто (англ. town) в США, в окрузі Кастер штату Монтана. Населення — 17 осіб (2020).

## Географія
Ісмей розташований за координатами 46°30′0″ пн. ш. 104°47′35″ зх. д. / 46.50000° пн. ш. 104.79306° зх. д. (46.500055, -104.793127).  За даними Бюро перепису населення США в 2010 році місто мало площу 1,08 км², уся площа — суходіл.

## Демографія
Згідно з переписом 2010 року, у місті мешкало 19 осіб у 9 домогосподарствах у складі 5 родин. Густота населення становила 18 осіб/км².  Було 13 помешкання (12/км²).
Расовий склад населення:
| - 100,0 % — білих |

До двох чи більше рас належало 0,0 %. Частка іспаномовних становила 0,0 % від усіх жителів.
За віковим діапазоном населення розподілялося таким чином: 26,3 % — особи молодші 18 років, 63,2 % — особи у віці 18—64 років, 10,5 % — особи у віці 65 років та старші. Медіана віку мешканця становила 46,5 року. На 100 осіб жіночої статі у місті припадало 137,5 чоловіків;  на 100 жінок у віці від 18 років та старших — 100,0 чоловіків також старших 18 років.
Середній дохід на одне домашнє господарство  становив 42 380 доларів США (медіана — 51 250), а середній дохід на одну сім'ю — 42 380 доларів (медіана — 51 250). 
Цивільне працевлаштоване населення становило 12 особи. Основні галузі зайнятості: сільське господарство, лісництво, риболовля — 75,0 %, оптова торгівля — 16,7 %, будівництво — 8,3 %.